# Nadillac
Nadillac ist eine französische Gemeinde mit 73 Einwohnern (Stand: 1. Januar 2022) im Département Lot in der Region Okzitanien. Sie gehört zum Kanton Causse et Vallées im Arrondissement Gourdon. Nachbargemeinden sind Ussel im Norden, Les Pechs du Vers im Nordosten, Cras im Osten, Bellefont-La Rauze im Süden und Francoulès im Westen.

## Bevölkerungsentwicklung
| Jahr      | 1962 | 1968 | 1975 | 1982 | 1990 | 1999 | 2006 | 2018 |
| --------- | ---- | ---- | ---- | ---- | ---- | ---- | ---- | ---- |
| Einwohner | 63   | 59   | 50   | 55   | 60   | 60   | 53   | 65   |

## Sehenswürdigkeiten
- Naturpark
- Kirche Saint-Martin aus dem Jahr 1884

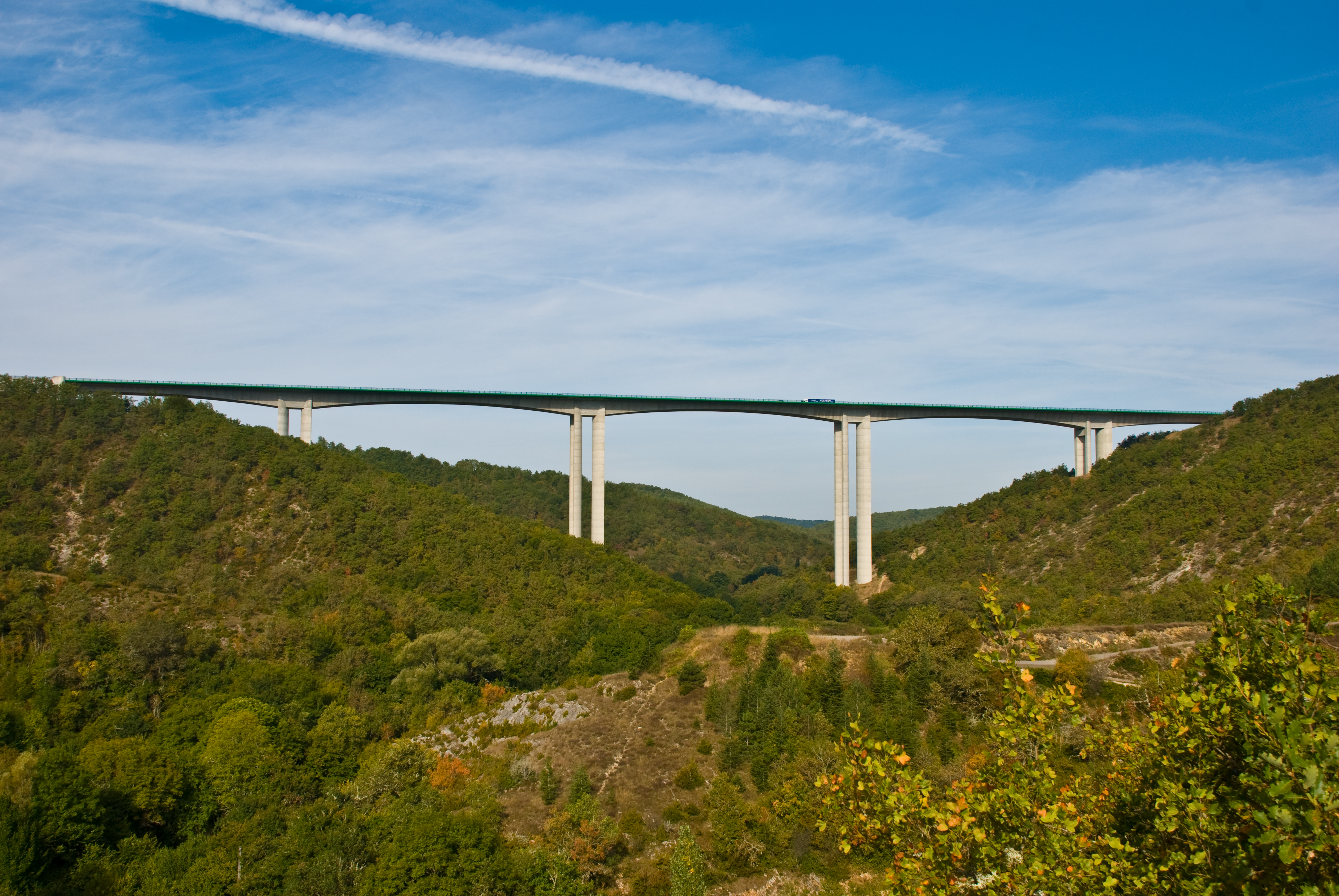
Autobahnbrücke über das Rauze-Tal im Süden von Nadillac